# Stefaan Tanghe
Pour les articles homonymes, voir Tanghe.
Stefaan Tanghe est un footballeur belge né le 15 janvier 1972 à Courtrai.
Débutant au KV Courtrai, il a commencé sa carrière professionnelle en 1997 à l'Excelsior Mouscron, avant de faire carrière aux Pays-Bas, au FC Utrecht. Il joue ensuite au Heracles Almelo, avant de revenir en Belgique, au KSV Roulers en 2007.
Il a été international belge à 9 reprises et a marqué 2 buts avec les Diables Rouges.

## Palmarès
- Vainqueur de la Coupe des Pays-Bas en 2003 et 2004 avec le FC Utrecht
- Finaliste de la Coupe des Pays-Bas en 2002 avec le FC Utrecht